# Pilica
Pilica este un oraș în Polonia.